# История Восточной Фризии
История Восточной Фризии развивалась довольно независимо от остальной части Германии, потому что регион на протяжении веков был относительно изолирован большими участками болот на юге, и в то же время его люди были ориентированы на море. Таким образом, в Восточной Фризии в средние века феодализма было мало, вместо этого возникла система товарищества в рамках так называемой фризской свободы. Только в 1464 году владения Кирксенов были присоединены к имперскому графству Восточной Фризии. Тем не менее абсолютизм был и оставался неизвестным в Восточной Фризии. В течение двух столетий после примерно 1500 года заметно влияние Нидерландов — политическое, экономическое и культурное. В 1744 году графство утратило независимость в составе  Священной Римской империи и вошло в состав Пруссии. По итогам Венского конгресса 1815 года он был передан Ганноверскому королевству, в 1866 году вернулся к Пруссии, а с 1946 года входил в состав немецкого государства Нижняя Саксония.
Также видное место в истории Восточной Фризии занимает многовековая борьба с наводнениями Северного моря. Около 1000 года началось заселение низменностей на побережье: для защиты от наводнений возводились насыпи и дамбы. Однако суша неоднократно подвергалась опустошению из-за штормовых нагонов, которые приводили к прорыву дамб, масштабным наводнениям и потере территорий.
Успехи сельского хозяйства проявляются в улучшении мелиорации болот и систематической мелиорации болот (с 1633 года). Торговля, особенно морская, играла важную роль почти во все периоды истории. Таким образом, город Эмден был одним из ведущих портов Европы примерно к 1600 году и в то же время превратился в оплот кальвинизма. Сельское хозяйство и рыболовство на протяжении веков были важнейшими отраслями промышленности, а индустриализация произошла относительно поздно.